# Pinacia novaguineanana
Pinacia novaguineanana är en fjärilsart som beskrevs av Bethune-Baker 1906. Pinacia novaguineanana ingår i släktet Pinacia och familjen nattflyn. Inga underarter finns listade i Catalogue of Life.